# Linia kolejowa nr 862
Linia kolejowa 862 – znaczenia miejscowego, jednotorowa, częściowo zelektryfikowana linia kolejowa, łącząca rejon RTB stacji Rybnik Towarowy z posterunkiem odgałęźnym Radlin Obszary. Odcinek linii należący do Infra Silesia, według numeracji tego zarządcy, nosi numer 216.

## Charakterystyka techniczna
Linia w całości jest klasy D3, maksymalny nacisk osi wynosi 221 kN dla lokomotyw oraz wagonów, a maksymalny nacisk liniowy wynosi 71 kN (na metr bieżący toru). Linia podlega pod obszar konstrukcyjny ekspozytury Centrum Zarządzania Linii Kolejowych Sosnowiec, a także pod Zakład Linii Kolejowych Tarnowskie Góry. Prędkość maksymalna poruszania się pociągów na linii wynosi 30 km/h, natomiast prędkość konstrukcyjna wynosi 40 km/h.